# Рётгер, Карл Карлович
Карл Карлович Рётгер (в некоторых источниках Ретгер; 1831—1884) — русский издатель и книготорговец немецкого происхождения. Придворный Его Императорского Величества книгопродавец. Издавал периодические издания, серьезные научные исследования государственного значения, книги на русском и немецком языках. Также он оформлял подписку на зарубежные издания. Был совладельцем фотоателье.

## Биография
Карл Ретгер жил в Санкт-Петербурге. Уже молодым человеком он возглавил издательскую фирму «Шмидгоф» (иногда «Шмицдорф»), которой затем руководил в течение двух десятилетий.
Издатель нескольких периодических журналов, два из которых, «Russische Revue» и «Русский Базар» (иллюстрированный дамский журнал мод), продолжали выходить даже после смерти Рётгера. Некоторое время издавал журнал «Отголоски», выходивший раз в две недели и отчасти общественно-политический. Последний, правда, довольно быстро перестал выходить в свет.
Двадцать лет, начиная с 1860-х годов, Рётгер издавал фотографии лучших полотен Эрмитажа. К. Миллер и А. И. Клиндер передали ему право на первоначально собственный, одобренный директором С. А. Гедеоновым и императором Александром II, проект фотографирования картин из музейного собрания. Фотографом был, возможно, В. Е. Классен. Листы с фотографиями и выпуски по несколько листов в переплете стоили дорого — от 1 руб. 80 коп. (один лист) до 25 рублей (несколько десятков в кожаной обложке). Сегодня это издание Рётгера является библиографической редкостью.
В конце жизни издатель болел. В 1883 году он выехал за границу лечиться. 23 марта (или, по другим данным, 24 апреля) 1884 умер в Висбадене.

### Семья
Дочь Минна Элизабет Рётгер вышла замуж за коммерсанта Рудольфа Хаммершмидта. У них родились сын Вильгельм и дочь Луиза Юлия.